# Sailing (canción de Christopher Cross)
«Sailing»  es una canción de soft rock de 1979 escrita y grabada por el cantante y compositor estadounidense Christopher Cross. Fue lanzado en mayo de 1980 como el segundo sencillo de su álbum debut homónimo (1979).
Fue un éxito en los Estados Unidos, alcanzando el número uno en la lista Billboard Hot 100 el 30 de agosto de 1980, donde permaneció durante una semana y llegó al número 6 en la Billboard Adult Contemporary. En Canadá también fue un éxito alcanzando el primer puestp en las listas RPM Top Singles y Adult Contemporary.  
En la 23ª edición de los Premio Grammy "Sailing" ganó el Premio a la Grabación del Año, Canción del Año y Arreglo del Año.
La canción fue grabada en 1979, utilizando el sistema de grabación digital 3M, lo que la convierte en una de las primeras canciones grabadas digitalmente en las listas de éxitos.Fue certificado como disco de plata por la Industria Fonográfica Británica (BPI).

## Posicionamiento en listas
| Lista (1980-1981)                   | Máxima posición |
| ----------------------------------- | --------------- |
| Australia (Kent Music Report)       | 46              |
| Bélgica (Flandes) (Ultratop 50)     | 38              |
| Canadá (RPM Top Singles)            | 1               |
| Canadá (RPM Adult Contemporary)     | 1               |
| España (AFYVE)                      | 24              |
| Estados Unidos (Billboard Hot 100)  | 1               |
| Estados Unidos (Adult Contemporary) | 10              |
| Irlanda (IRMA)                      | 1               |
| Italia (FIMI)                       | 12              |
| Nueva Zelanda (Recorded Music NZ)   | 8               |
| Países Bajos (Dutch Top 40)         | 18              |
| Reino Unido (UK Singles Chart)      | 48              |

## Personal
- Christopher Cross - voz, guitarra eléctrica de 12 cuerdas, arreglos
- Andy Salmon - bajo
- Michael Omartian - piano acústico, arreglos
- Rob Meurer - piano eléctrico, arreglos
- Victor Feldman - percusión
- Tommy Taylor - batería

## Otras versiones
- "Sailing" fue versionada en 1997 por la banda estadounidense NSYNC en su álbum de estudio debut homónimo.

- La canción fue sampleada en la canción "Best Friend" de Puff Daddy de su álbum de 1999 Forever.

- Fue sampleada en la canción "Paradise" de Krayzie Bone, lanzada en 2008.
- En 2009 fue versionada por George Benson en su álbum Songs and Stories.
- "Sailing" fue sampleada por The 1975 en "Bagsy Not in Net" de su álbum de 2020 Notes on a Conditional Form.

- La canción se puede escuchar parcialmente en la película de Michael Bay de 2022 Ambulance.

- En 2023 Daveed Diggs hizo una versión de la canción en la película Trolls Band Together.

### Sucesión en las listas
| Predecesor: «Magic» de Olivia Newton-John | U.S. Billboard Hot 100 — Sencillo N°. 1 30 de agosto de 1980 - 5 de septiembre de 1980 | Sucesor: «Upside Down» de Diana Ross |

| Predecesor: «Take Your Time (Do It Right)» de S.O.S. Band | U.S. Cash Box Top 100 — Sencillo N°. 1 30 de agosto de 1980 - 12 de septiembre de 1980 | Sucesor: «Upside Down» de Diana Ross |

| Predecesor: «I'm Happy Just to Dance with You» de Anne Murray | Canada RPM Adult Contemporary Singles — Sencillo N°. 1 30 de agosto de 1980 - 5 de septiembre de 1980 | Sucesor: «Magic» de Olivia Newton-John |

| Predecesor: «Magic» de Olivia Newton-John | RPM Canadian Top Singles — Sencillo N°. 1 11 de octubre de 1980 - 24 de octubre de 1980 | Sucesor: «Another One Bites the Dust» de Queen |